# 세 악당
세 악당(3 Bad Men)은 미국에서 제작된 존 포드 감독의 1926년 멜로/로맨스, 서부 영화이다. 조지 오브라이언 등이 주연으로 출연하였고 존 포드 등이 제작에 참여하였다.

## 출연

### 주연
- 조지 오브라이언
- 올리브 보든

### 조연
- 톰 산취
- J. 파렐 맥도널드
- 프랭크 캠포
- 프리실라 보너
- 필리스 헤이버
- 알렉 B. 프란시스